# Сражение у Монтенотте
Сражение у Монтенотте (фр. Bataille de Montenotte) — первое сражение Наполеона Бонапарта, которое он дал 12 апреля 1796 года в регионе Лигурийских Альп в качестве командующего армией во время своей первой военной кампании — Итальянской кампании 1796—97 гг.

## Перед сражением
В начале апреля дивизионный генерал Наполеон Бонапарт, принявший командование над французской Итальянской армией, перевел свой штаб из Ниццы в Савону. Отсюда он решил, пройдя с тремя дивизиями (25 тысяч штыков и сабель) своей армии через горы, атаковать центр австрийской армии. Дивизия Серюрье, стоявшая в долине реки Танаро, должна была двинуться через Гарессио на Чеву и атаковать сардинские войска генерала Колли. Дивизии Массены и Ожеро стояли в Лоано, Финале и Савоне. Части Лагарпа были расположены так, чтобы угрожать Генуе. Его авангард, под командой бригадного генерала Червони, захватил Вольтри. Французский посланник потребовал в генуэзском сенате пропуска армии через Бокеттский перевал и ключей от форта Гави, заявив, что французы намерены проникнуть в Ломбардию и опираться в своих действиях на Геную. В городе поднялась суматоха. Встревоженный фельдмаршал Больё немедленно двинулся на помощь Генуе. Он перенёс свою главную квартиру в Нови, разделив армию на три части: правый фланг, состоявший из пьемонтцев под командой Колли с главной квартирой в Чева, получил задачу оборонять линию рек Стура и Танаро; центр под командой д'Аржанто, имея главную квартиру в Сасселло, двинулся на Монтенотте, чтоб отрезать французскую армию во время её перехода к Генуе, обрушившись на её левый фланг и перехватив в Савоне прибрежную дорогу. Лично Больё с левым флангом двинулся через Бокетта на Вольтри для прикрытия Генуи.

## Ход сражения
10 апреля Больё с 8 тысячами солдат атаковал бригаду Червони (из дивизии Лагарпа) возле Генуи, перед Вольтри, и заставил её отступить до Мадонны-ди-Савона.
11 апреля генерал д'Аржанто с  6 батальонами на рассвете встретил в Монтенотте незначительные аванпосты Лагарпа, которые без большого сопротивления отступили к Монте-Леджино. Там они присоединились к  отряду полковника Рампона и вместе укрылись в старом редуте на холме. Редут располагался на узкой гряде в 3 км к югу от Монтенотте. 1200 французов во второй половине дня отбили три атаки противника. Австрийцы не смогли взять редут и к ночи отступили на ближайшие высоты.
Бонапарт, понимавший значение монтеноттского прохода в горах, приказал своим дивизиям выступить немедля, в ночь с 11 на 12 апреля. Лагарп поднялся на гору Монте-Леджио и стал за редутом, оборонявшимся Рампоном. Бонапарт с  колонною Массены перешёл Алтарский хребет, чтобы зайти за правый фланг австрийцев. Ожеро, следуя ещё левее, достиг высоты Санто-Джакомо и потом повернул к Кайро, чтобы поддержать Массену. Лагарп атаковал с фронта. Массена наткнулся в тумане в долине Череира на австрийский батальон, прикрывавший правый фланг, опрокинул его и обошёл правый фланг д'Аржанто, отбивавшего атаки частей Лагарпа. Д'Аржанто, заметив подход дивизии Массены, попытался переброской большей части своих войск задержать его, но не успел, так как Лагарп, построив свои части в колонны, ударил ими в направлении горы Прато. Д'Аржанто, несмотря на упорное сопротивление, вынужден был в беспорядке отступить в долину Эрро и дошёл до Понте-Ивреа только с 800 - 900 человек.
Французы расположились вечером 12-го: Лагарп против Сасселло, Массена с 9 батальонами против Кайро, Бонапарт с частью их дивизий при Каркаре, Другая часть дивизии Ожеро против Коссерии и Миллезимо. Серюрье – в долине Танаро, при Гарресио.

## Результаты
В день сражения Больё появился в Вольтри, но уже никого там не застал. Только днем 13-го Больё узнал о поражении под Монтенотте и о выходе французов в Пьемонт. Ему пришлось быстро повернуть свои войска назад и снова двигаться по тем же плохим дорогам, какими его заставил пользоваться принятый им план. Обход получился столь дальний, что только часть его войск могла два дня спустя прибыть в Миллезимо.
Монтенотте — первая победа Наполеона, одержанная им в качестве главнокомандующего армией.